# Club Atlético Colegiales (Argentinien)
Der Club Atlético Colegiales ist ein argentinischer Fußballverein aus Munro (Partido Vicente López) im Großraum von Buenos Aires. Der Verein wurde 1908 gegründet und wird auch als Tricolor oder Cole bezeichnet.

## Geschichte
Der Club Atlético Colegiales wurde am 1. April 1908 unter dem Namen Libertarios Unidos im Stadtteil Retiro gegründet. Die Benennung könnte sowohl aufgrund der Gründungstraße als auch durch anarchistische Ideale der Gründer inspiriert worden sein. Der Fußballbetrieb begann 1911 in der Segunda División. Die ersten Spiele fanden gegen Platense und Atlanta statt, Colegiales gelang jedoch nicht der Aufstieg. Nach einer Namensänderung 1917 zu Sportivo del Norte stieg der Verein 1920 in die Primera División auf und erreichte 1921 den sechsten Platz. Trotz interner Konflikte und einer erneuten Vereinsauflösung 1922 konnte der Verein unter verschiedenen Namen und in verschiedenen Ligen über Jahrzehnte bestehen.
In den 1930er Jahren war die Performance wechselhaft inklusive der Reservenmeisterschaft 1934. 1939 zog der Verein in den Ballungsraum von Buenos Aires nach Villa Martelli im Partido Vicente López. 1948 zog er erneut um, nun an seinen heutigen Standort nach Munro. Im Jahr zuvor, 1947, war bereits der Aufstieg gelungen, der Klub trat jedoch in den folgenden Jahrzehnten in verschiedene Dritt- und Viertligen ein, bis er 1956 wieder abstieg. Von 1957 an war der Verein in der Primera C und strebte mehrmals den Aufstieg an, was allerdings erst 1993 in der Primera D gelang, nachdem er zuvor abgestiegen war. Der verein wurde zur Fahrstuhlmannschaft zwischen dritter und vierter Liga. Nach finanziellen Problemen und Unstimmigkeiten innerhalb der Vereinsführung konnte Colegiales ab 2001 wieder stabilisiert werden.
Anschließend ging es bergauf und man erreichte mehrmals die Play-offs. Nach einer durchwachsenen Saison 2023 konnte Colegiales 2024 die Erste B mit einem 2:0-Sieg gegen CA Los Andes gewinnen, was den ersten Aufstieg nach 68 Jahren in die Primera Nacional B sicherstellte.

## Stadion
Colegiales trägt seine Heimspiele im Estadio Libertarios Unidos, das eine Kapazität von 6500 Zuschauerplätzen hat, aus. Das Stadion wurde 1948 eröffnet.

## Erfolge
- Meister der zweiten Liga: 1928
- Meister der dritten Liga: 1947, 1955, 2024

## Rivalitäten
Eine Rivalität vom Club Atlético Colegiales besteht zum Club Atlético San Miguel, da beide Teams im Norden von Gran Buenos Aires beheimatet sind.